# Joan Franka
Pour les articles homonymes, voir Franka (homonymie) et Kalan.
Joan Franka (nom de naissance : Ayten Kalan), née le 2 avril 1990 à Rotterdam, est une chanteuse, auteur-compositrice-interprète néerlandaise d'origine turque. Elle s'est fait connaître en participant au télé-crochet The Voice of Holland.

## Biographie
Le 26 février 2012, elle est choisie pour représenter les Pays-Bas au Concours Eurovision de la chanson 2012 à Bakou, en Azerbaïdjan avec la chanson You And Me (Toi et moi).

## Discographie

### Singles
- 2010 - "Foolish Games"
- 2011 - "Promise Me"
- 2012 - "You and Me"